# Nigilgia toulgoetella
Nigilgia toulgoetella is een vlinder uit de familie Brachodidae. De wetenschappelijke naam voor de soort is voor het eerst geldig gepubliceerd in 1955 door Pierre Viette.
De soort komt voor in het Afrotropisch gebied.

## Andere combinaties
- Phycodes toulgoetella Viette, 1955